# مورتن لوند
مورتن لوند (بالنرويجية البوكمول: Morten Lund)‏ هو سياسي نرويجي، ولد في 6 يناير 1945. حزبياً، نشط في حزب الوسط. وقد انتخب عضواً في البرلمان النرويجي.